# Saltykowa Diwyzja
Saltykowa Diwyzja (ukrainisch Салтикова Дівиця; russisch Салтыкова Девица Saltykowa Dewiza) ist ein Dorf in der ukrainischen Oblast Tschernihiw mit 1000 Einwohnern (2024).
Das 1625 erstmals schriftlich erwähnte Dorf liegt am rechten Ufer der Desna 12 km östlich vom ehemaligen Rajonzentrum Kulykiwka und 52 km südöstlich vom Oblastzentrum Tschernihiw.
Am 7. Februar 2017 wurde das Dorf ein Teil der neugegründeten Siedlungsgemeinde Kulykiwka, bis dahin bildete es zusammen mit dem Dorf Ukrajinske (Українське) die gleichnamige Landratsgemeinde Saltykowa Diwyzja (Салтиково-Дівицька сільська рада/Saltykowo-Diwyzka silska rada) im Nordosten des Rajons Kulykiwka.
Am 17. Juli 2020 kam es im Zuge einer großen Rajonsreform zum Anschluss des Rajonsgebietes an den Rajon Tschernihiw.